# رافال ماكوفسكي
رافال ماكوفسكي (بالبولندية: Rafał Makowski)‏ هو لاعب كرة قدم بولندي في مركز الدفاع، ولد في 5 أغسطس 1996 في وارسو في بولندا. شارك مع منتخب بولندا تحت 19 سنة لكرة القدم. أما مع النوادي، فقد لعب مع ليغيا وارسو.

## وصلات خارجية
- رافال ماكوفسكي على موقع قاعدة بيانات كرة القدم.إي يو (الإنجليزية)
- رافال ماكوفسكي على موقع Soccerway.com (الإنجليزية)
- رافال ماكوفسكي على موقع AS.com (الإسبانية)